# Campionati europei di atletica leggera 1934 - Salto triplo
La gara del salto triplo maschile ai Campionati europei di atletica leggera 1934 si tenne il 9 settembre 1934.

## Risultati

### Finale
| Pos | Name             | Nazione     | Misura | Note |
| --- | ---------------- | ----------- | ------ | ---- |
| 1   | Willem Peters    | Paesi Bassi | 14.89  | CR   |
| 2   | Eric Svensson    | Svezia      | 14.83  |      |
| 3   | Onni Rajasaari   | Finlandia   | 14.74  |      |
| 4   | Edward Luckhaus  | Polonia     | 14.54  |      |
| 5   | Toivo Pöyry      | Finlandia   | 14.47  |      |
| 6   | Antonio Milanese | Italia      | 14.24  |      |
| 7   | Ingvard Andersen | Danimarca   | 14.02  |      |
| 8   | Bo Ljungberg     | Svezia      | 14.01  |      |
| 9   | Lajos Somló      | Ungheria    | 13.93  |      |
| 10  | Sándor Dombóvári | Ungheria    | 13.91  |      |
| NCL | Folco Guglielmi  | Italia      | NM     |      |